# Тамаково (Башкортостан)
Тамаково (баш. Тамаҡ) — деревня в Дюртюлинском районе Республики Башкортостан Российской Федерации. Входит в состав Московского сельсовета.

## География

### Географическое положение
Расстояние до:
- районного центра (Дюртюли): 17 км,
- центра сельсовета (Москово): 8 км,
- ближайшей ж/д станции (Уфа): 199 км.

## Население
| 2002 | 2009 | 2010 |
| ---- | ---- | ---- |
| 49   | ↗50  | ↘38  |

Национальный состав
Согласно переписи 2002 года, преобладающая национальность — башкиры (100 %).